# 電人☆ゲッチャ!
電人☆ゲッチャ！（でんじん☆ゲッチャ！）は、2013年4月5日より放送開始したゲーム&アニメの情報バラエティー生放送番組。

## 概要
2011年10月から2013年3月30日まで文化放送とニコニコ生放送「電人チャンネル」で同時放送されていた電人★GA部ぅ〜と、2011年4月20日から2013年3月29日までニコニコ生放送「ゲームチャンネル・ゲッチャ！」で放送されていたゲッチャ！を統廃合する形で始まった番組である。
タイトルの「電人☆」は「電人★GA部ぅ〜」の「電人☆」から、「ゲッチャ!」は、「ゲッチャ!」からあわせた意味である。また、Twitterを利用した企画を組むことがある。以前は志倉千代丸が番組公式アカウントを利用して、ツイッターの意見を拾っていたが、2013年12月ごろより、番組出演者が1コーナーごとに持ち回りで、別ブースからスタジオ内のノートパソコンを使い、ニコニコ生放送上に流れてくるコメントや、ツイッターの意見を拾い発言している。また、この番組の大きな特徴として、インターネット生配信番組でありながらも番組を見ている視聴者からFAXでイラストやネタイラスト等を募集し、番組冒頭部分ならびにEDアンケート後に1枚ずつ紹介している点にある。
- 2013年4月26日放送分より、一つのゲームを1時間集中的に特集する第2部が新設された。第2部が無い週もあるが、基本的に第2部には阪口、千代丸、名人は出演しないことが多い。
- 2014年5月29日放送分より、放送日が金曜日から木曜日に変更。番組内容が一部変更された。
- 2014年9月4日放送分にて、新パーソナリティがアメリカザリガニの柳原哲也であることが発表された。これにより、パーソナリティが3人体制での番組リニューアルとなった。[1]
- 2014年9月11日放送分にて、前回の放送で発表された柳原に続き、声優の山本彩乃が新パーソナリティとして参加することが番組内で電撃発表された。これにより、改めてパーソナリティが4人体制での番組リニューアルとなった。[2]

### 放送時間
ニコニコ生放送
- 2014年11月6日〜
毎週木曜日21:00 - 23:30（通常放送時）
- 2014年5月29日〜10月30日
毎週木曜日21:00 - 23:00（通常放送時）
- 2013年4月5日〜2014年5月23日
毎週金曜日20:00 - 22:30（通常放送時）
毎週金曜日20:00 - 22:00（第1部）
毎週金曜日22:00 - 23:00（第2部）

### パーソナリティ
- 高橋名人
- 山本彩乃（2014年9月11日〜）
- 柳原哲也（2014年9月4日〜）
- 志倉千代丸（MAGES.代表取締役社長）
- エラバレシ（2016年9月～）※毎週2名がアシスタント出演

### コーナーレギュラー
APMチャンネル→超APMチャンネル→元祖APMチャンネル→うのなま。→すぅい～つうのなま。（2015年11月12日〜）→うのなま（～2017年12月28日）
- 宇野薫（2014年1月17日〜7月31日）、(2014年11月20日〜2015年4月）、（2015年11月12日〜2016年３月） 2016年７月～2016年12月29日）、（2017年4月13日～）

### 過去のパーソナリティ
- 椿姫彩菜（2013年4月5日〜9月27日）
- 明坂聡美（2013年4月5日〜2014年8月28日）
- 阪口大助（2013年4月5日〜2014年8月28日）
- 加藤夏希（2013年10月4日〜2014年8月28日）

## エピソード
- 2013年9月27日放送分をもって、番組統合前の「ゲッチャ」時代から含めて3年半パーソナリティを勤めていた椿姫彩菜が番組を卒業した。
- 2014年2月14日の第45回放送にて、この日開催されていたジャパンアミューズメントエキスポ 2014の会場である幕張メッセからの生配信が行なわれた。この回が番組初のスタジオ外配信となる。

しかし、この日関東地方を襲った大雪の影響により志倉が会場まで来ることができず、志倉が担当する予定だったゲーム紹介のコーナーを急遽構成作家の大村綾人が代役として担当することとなった。
放送中、自宅待機となった志倉はツイキャスで配信を行ない、他の出演者からバッシングを受けるという場面もあった。
- 2014年8月21日放送分にて、次週の放送でパーソナリティの明坂聡美、阪口大助、加藤夏希が番組を卒業することが発表された。[3]
- 2014年8月28日放送分をもって、番組統合前の「電人★GA部ぅ〜」時代から含めておよそ2年10ヶ月パーソナリティを務めていた明坂聡美と阪口大助、そして当番組でおよそ10ヶ月パーソナリティを務めていた加藤夏希の3人が同時に番組を卒業した。[4]
- 2015年3月12日放送分にて、番組放送100回を記念し、電人☆GA部ぅ〜時代から番組に皆勤でFAXを送り続けた視聴者として電人ゲッチャアワード2014のグッドデザインFAX!賞を受賞したサイレントランナーが特別ゲストで登場した。
- 2016年3月3日放送分にて、番組放送150回を記念し、電人☆GA部ぅ〜時代からFAXを継続して送り続けてきた視聴者として、電人ゲッチャアワード2015のグッドデザインFAX!賞を受賞したナックルが、特別企画として、スタジオで番組を見学しつつ、生放送中に150枚のFAX!を描くという企画に挑戦するも、結果、24枚で断念。
- 2017年2月23日放送分、番組200回目において、前番組電人☆GA部ぅ時代からＦＡＸを投稿しつづけていた、ナックルが、突如ＦＡＸ投稿の卒業を発表。
- 2019年2月7日放送分、番組300回目を記念して、番組初の公開生放送をAKIHABARAバックステージpassから実施。

## 現在のコーナー
- メーカーさんいらしゃーい！
- 電人ピックアップ
- アニチャ！
- アメザリ柳原のファミレスゲッチャーズ！へようこそ
- 電人科学研究所
- 電人博物館
- ゲームセンターたかはし
- あやのんまったり配信中
- モバッチャ！
- ゲッチャんち
- 志倉千代丸の電人同好会
- アナログゲッチャ！
- 電人☆コロシアム
- エラバレシの私たちにさわらせて

上記コーナーから4つほど、週代わりに放送される

### 箱番組
- 「星月堂-超銀河船団支店- 女子会」（2015年5月14日〜）

5月27日にサービス開始のPCブラウザゲーム「超銀河船団」の情報を、毎回ゲストを交えてお届けする。
MCは元電人☆ゲッチャ!MCの明坂聡美。

## タイムテーブル
※2016年3月3日時点でのデータ。生放送なので回によりコーナー時間が前後する
| 放送時間 | ニコ生での 経過時間 | コーナー名             | 内容 |
| -------- | ------------------- | ---------------------- | --- |
| 21:00    | 00:00               | オープニング           | OPムービーの後に、柳原の電人、山本のゲッチャー！のコールの後にメンバーの自己紹介,番組放送前までに届いたFAX!をいじりながら紹介                                          |
| 21:10    | 00:10               | 電人☆トレンディー      | 今週発売のゲームをニュース形式で紹介。 |
| 21:12    | 00:12               | 電人☆チェック          | ゲーム・アニメ業界のニュースを、CG班によるイラスト付きで4項目前後紹介。山本がニュースを読み、その後解説をしていく。                                                    |
| 21:20    | 00:20               | うのなま。             | SEGAのAPMの最新情報を紹介するコーナー。このコーナーは柳原が進行しつつ、セガの宇野と、回によっては開発担当者を交えて、実際にプレイもする                                |
| 21:30    | 00:30               | 週代わりコーナー1      | 主に、メーカーさんいらっしゃーい！か、電人科学研究所になることが多い                                                                                                   |
| 21:55    | 00:55               | 週がわりコーナー2      | 主に高橋名人のドキx2 Appもしくはモバッチャ！のことが多い |
| 22:25    | 01:35               | 週代わりコーナー3      | 主にアニチャ！もしくは電人科学研究所のことが多い |
| 22:55    | 01:55               | 週代わりコーナー4      | 主に電人科学研究所もしくはアニチャ！のパターンが多いが、週代わりコーナー3が延びる場合もあるため、コーナー自体が無い場合もある                                          |
| 23:15    | 02:15               | 電人コミュニケーション | リスナーから届いたメール、FAXを紹介する。週代わりコーナー3、4が延長した場合、当コーナーはエンディングの前に一緒に行う場合がある。                                      |
| 23:22    | 02:22               | エンディング           | 今週メーカ各社から頂いたプレゼントの応募方法の告知、志倉・柳原・高橋名人・山本らメンバー陣の告知や次週の告知などをする。時間があればリスナーのメール、コメント等を拾う |
| 23:29    | 02:29               | ED                     | ニコ生アンケートの後に、今週リスナーから届いたFAXスタッフが1枚ずつ紹介している後ろで出演者が無声で遊んでいる。                                                         |
| 23:35    | 02:35               | 次回予告               | 来週取り上げるゲームの紹介PVを流す |

### 2014年8月28日までのタイムテーブル
※2014年5月29日の番組リニューアル以降のデータ。生放送なので回によりコーナー時間が前後する
| 放送時間 | ニコ生での 経過時間 | コーナー名                  | 内容 |
| -------- | ------------------- | --------------------------- | --- |
| 21:00    | 00:00               | オープニング                | かっこいいOPムービーのワイプにあわせて、CG班のイラストOP再現シーンの後、メンバーの自己紹介 |
| 21:10    | 00:10               | 電人☆掲示板                 | アニメ・ゲームで話題のニュースを、阪口、明坂、加藤が交互に読み上げる。 電人★GA部ぅ〜時代同様、番組スタッフ（通称CG班）によるイラストを交えたニュースを6つ前後紹介し、ニュースの解説をしていく。 |
| 21:15    | 00:15               | 電人☆ ピックアップ          | 一つのトピックスを深く掘り下げていくコーナー。内容によってはメーカーの担当者がゲームを紹介する                                                                                                  |
| 21:37    | 00:37               | MAGES.天気予報？            | MAGES.の最新情報を前のコーナーに出演しなかったメンバーが、寸劇を交えながら告知するコーナー。 |
| 21:40    | 00:40               | APMチャンネル 情報コーナー  | SEGAのAPMの最新情報を紹介するコーナー。このコーナーは明坂が進行しつつ、セガの宇野と、回によってはセクシー齋藤や開発担当者を交えて紹介する                                                       |
| 21:50    | 00:50               | メーカーさん いらっしゃい！ | ※回によっては、電人研究室になる場合がある |
| 22:20    | 01:20               | アニチャ！                  | 話題のアニメや最新のアニメに関する情報を、ゲストを招いて、深く掘り下げていくコーナー |
| 22:53    | 01:53               | エンディング                | 阪口・明坂・志倉・加藤・高橋名人らメンバー陣の告知や次週の告知などをする。時間があればリスナーのメール、ツイート、コメント等を拾う                                                              |
| 22:59    | 01:59               | EDムービー                  | タカハセ!名人マンのPVをバックに、スタッフロール、ニコ生アンケートの後に、今週リスナーから届いたFAXのイラストを出演者の前で1枚ずつ紹介していく                                                   |
| 23:05    | 02:05               | 次回予告                    | 来週取り上げるゲームの紹介PVを流す |

### 2014年5月22日までのタイムテーブル
※2014年4月4日以降のデータ。生放送なので回によりコーナー時間が前後する
| 放送時間 | ニコ生での 経過時間 | コーナー名                   | 内容 |
| -------- | ------------------- | ---------------------------- | --- |
| 20:00    | 00:00               | オープニング                 | オープニングムービーの後、メンバーの自己紹介並びに今週のメールテーマ発表 |
| 20:10    | 00:10               | 電人☆トレンディー            | 今週発売のゲーム、アニメDVD、ブルーレイなどをニュース形式で紹介。 |
| 20:15    | 00:15               | 電人☆掲示板                  | アニメ・ゲームで話題のニュースを、阪口、明坂、加藤が交互に読み上げる。 電人★GA部ぅ〜時代同様、番組スタッフ（通称CG班）によるイラストを交えたニュースを6つ前後紹介し、ニュースの解説をしていく。 |
| 20:20    | 00:20               | メーカーさん いらっしゃい！  | 毎回取り上げるゲームのメーカー担当者をゲストに招きそのゲームに関して深く取り上げていくコーナー                                                                                                  |
| 20:57    | 00:57               | MAGES.天気予報？             | MAGES.の最新情報を前のコーナーに出演しなかったメンバーが、おもしろおかしく告知するコーナー。 |
| 21:00    | 01:00               | メーカーさん いらっしゃい！2 | ※回によっては、電人研究室になる場合がある |
| 21:30    | 01:30               | 電人☆研究室                  | ゲストを迎えて毎回さまざまな企画で盛り上がるコーナー。回によっては、メーカーさんいらっしゃい3になる場合もある。                                                                                 |
| 21:55    | 01:55               | APMチャンネル 情報コーナー   | SEGAのAPMの最新情報を紹介するコーナー。このコーナーは明坂が進行しつつ、セガの宇野と、回によってはセクシー齋藤や開発担当者を交えて紹介する                                                       |
| 22:10    | 02:10               | 電人コミュニケーション       | リスナーから届いた今週の募集テーマのメールやFAX、ツイッター、コメントなどを紹介しながらトークをする                                                                                             |
| 22:20    | 02:20               | エンディング                 | 阪口・明坂・志倉・加藤・高橋名人らメンバー陣の告知や次週の告知などをする。時間があればリスナーのツイートを拾う                                                                                  |
| 22:29    | 02:29               | EDムービー                   | スタッフロール、ニコ生アンケートの後に、今週リスナーから届いたFAXのイラストを出演者の前で1枚ずつ紹介していく                                                                                    |
| 22:35    | 02:35               | 次回予告                     | 来週取り上げるゲームの紹介PVを流す |

番組が2部構成時のタイムテーブル（2014年4月以降のデータ）
| 放送時間 | ニコ生での 経過時間 | コーナー名                   | 内容 |
| -------- | ------------------- | ---------------------------- | --- |
| 20:00    | 00:00               | オープニング                 | OPムービーの後でメンバーの自己紹介 |
| 20:10    | 00:10               | 電人☆トレンディー            | 今週発売のゲーム、アニメDVD、ブルーレイを、ニュース形式で紹介する |
| 20:15    | 00:15               | 電人☆掲示板                  | アニメ・ゲームで話題のニュースを、阪口、明坂、加藤が交互に読み上げる。 電人★GA部ぅ〜時代同様、番組スタッフ（通称CG班）によるイラストを交えたニュースを6つ前後紹介し、ニュースの解説をしていく。 |
| 20:20    | 00:20               | メーカーさん いらっしゃい！  | 毎回取り上げるゲームのメーカー担当者をゲストに招きそのゲームに関して深く取り上げていくコーナー                                                                                                  |
| 20:57    | 00:57               | MAGES.天気予報？             | MAGES.の最新情報を前のコーナーに出演しなかったメンバーが、おもしろおかしく告知するコーナー。 |
| 21:00    | 01:00               | APMチャンネル 情報コーナー   | SEGAのAPMの最新情報を紹介するコーナー。このコーナーは明坂が進行しつつ、セガの宇野と、回によってはセクシー齋藤や開発担当者を交えて紹介する                                                       |
| 21:15    | 01:15               | メーカーさん いらっしゃい！2 | ※回によってはない場合もある |
| 21:50    | 01:50               | 第1部ED                      | ここで第1部が終了。次週の告知とプレゼントの応募方法、時間いっぱいまでメールFAXなどを紹介する。                                                                                                  |
| 22:00    | 02:00               | 第2部オープニング            | 第2部出演者が改めて自己紹介などをする |
| 22:55    | 02:55               | 第2部エンディング            | 第2部出演メンバーがゲームの告知などをする |
| 22:58    | 02:58               | EDムービー                   | スタッフロール、ニコ生アンケートの後に、今週リスナーから届いたFAXを紹介 |

## 過去のコーナー
- 高橋名人伝説

過去の名作ゲームを取り上げて、高橋名人が解説をするコーナー。椿姫が実際にプレイをする。
- 今週発売のゲーム

今週発売のゲームを、椿姫が読み上げ、高橋名人が解説をする。
- 「APMチャンネル」（2014年1月17日〜2014年7月31日）

SEGAのAPM(ALL.Net p-ras MULTI)の最新情報を紹介するコーナー。
このコーナーでは明坂が進行しつつ、セガの宇野と、回によってはセガのセクシー齋藤や開発担当者を交えて紹介した。

### 箱番組
- 「ご近所バラエティ 南條一間」（2013年6月7日〜2013年12月27日、全29回）

南條愛乃がご近所（視聴者）さんに向けてお送りするトークバラエティコーナー。21時台に放送された。
- 「週刊ソルサクデルタ」（2014年1月17日〜2014年2月28日、全7回）

2014年3月6日に発売となる『ソウルサクリファイス デルタ』に先駆け、その魅力をまるっとわかりやすく紹介するコーナー。
MCは北尾泰大(SCE)と結が務め、各回ごとに開発者ゲストを呼び、実際にプレイをしながらゲームを紹介した。
- 「フリーダムウォーズ 文化振興委員会　放送本部」（2014年6月5日〜10月16日、全7回）

2014年6月26日に発売となる『フリーダムウォーズ』の魅力を、実際のプレイを交えて紹介するコーナー。
MCは声優の原由実と中村繪里子が務め、SCEのプロデューサー・吉澤純一、シフトのゲームデザイナー・保井俊之を招いてゲームの紹介や統計調査の報告などを行なった。

## スタッフ
- 構成 - 大村綾人、荒川達也
- AD - 長田瑞樹
- SW - 霞健人
- ディレクター - 田頭寿、柏倉幸二
- アシスタントプロデューサー - 大島樹堂、外山研人
- プロデューサー - 戸田淳
- エグゼクティブプロデューサー - 志倉千代丸
- 制作著作 - MAGES.

## 主題歌

### エンディングテーマ
- 「ぼくの大冒険」（2015年5月7日〜）

作詞：冒険制作委員会
作曲：志倉千代丸

## 取りあげたゲームと特集
- 第01回(2013年04月05日) 『バイオショック インフィニット』(20時台)、英雄伝説 空の軌跡SC:改 HD EDITION(21時台)、イースI・II(22時台)
- 第02回(2013年04月12日) 『トゥームレイダー』(20時台)、映画『名探偵コナン 絶海の探偵(プライベート・アイ)』、『圧倒的遊戯 ムゲンソウルズZ』(21時台)、三澤紗千香(22時台)
- 第03回(2013年04月18日) 『シューティングラブ。200X』(20時台)、『STEINS;GATE 線形拘束のフェノグラム』、いとうかなこ(21時台)、Zwei(22時台)
- 第04回(2013年04月25日) 『怒首領蜂 最大往生』(20時台)、舞台版『ロボティクス・ノーツ』(21時台)
- 第05回(2013年05月03日) 『みんなのGOLF6』
- 第06回(2013年05月10日) 『サモンナイト5』(20時台)、『マブラヴ オルタネイティヴ トータル・イクリプス』(21時台)、『スマイル☆シューター』(22時台)
- 第07回(2013年05月17日) 『スペランカーコレクション』(20時台)、『ヴァルハラナイツ3』(21時台)、『討鬼伝』(22時台)
- 第08回(2013年05月24日) angela(20時台)、『インジャスティス:神々の激突』、『這いよれ！ニャル子さん 名状しがたいゲームのようなもの』(21時台)、『バイキングぽいぽい!!』(22時台)
- 第09回(2013年05月31日) 『ケツイ 〜絆地獄たち〜 EXTRA』(20時台)、『忍者じゃじゃ丸くん さくら姫と火竜のひみつ』(21時台)
- 第10回(2013年06月07日) 『The Last of Us』(20時台)、『デジモンワールド Re:Digitize Decode』(21時台)
- 第11回(2013年06月14日) 『メモリーズオフ ゆびきりの記憶』&『メモリーズオフ6 Complete』(20時台)、『神次元アイドル ネプテューヌPP』(21時台)
- 第12回(2013年06月21日) 『討鬼伝』(20時台)、『新・世界樹の迷宮 ミレニアムの少女』(21時台)、『MJ5 EVO 電人☆ゲッチャ!CUP』(22時台)
- 第13回(2013年06月28日) 『地球防衛軍4』(20時台)、流田Project(21時台)
- 第14回(2013年07月05日) 『真・三國無双 Online Z』(20時台)、『パペッティア』(21時台)、『濃厚カレシ』(22時台)
- 第15回(2013年07月12日) 『まぞくのじかん』(20時台)、『魔女と百騎兵』(21時台)
- 第16回(2013年07月19日) 『KILLER IS DEAD』(20時台)
- 第17回(2013年07月26日) 『1/2summer +』&『鬼ごっこ！Portable』&『咲-Saki- 阿知賀編 episode of side-A Portable』(20時台)、『逆転裁判5』(21時台)
- 第18回(2013年08月02日) 『CODE OF JOKER』(20時台)、『GOD EATER 2』(21時台)
- 第19回(2013年08月09日) 『ローゼンメイデン特集』(真田アサミ、HIMEKA、20時台)、『MIND≒0（マインド/ゼロ）』(21時台)
- 第20回(2013年08月16日) 『コンセプションII 七星の導きとマズルの悪夢』、橋本みゆき(20時台)、『DISORDER6（ディスオーダーシックス）』(21時台)
- 第21回(2013年08月23日) 『ロストプラネット3』(20時台)、『モンスターハンター4』(21時台)、飯塚雅弓(22時台)
- 第22回(2013年08月30日) 『スプリンターセル ブラックリスト』(20時台)、『パペッティア』(21時台)、國府田マリ子(22時台)
- 第23回(2013年09月06日) 『KILLZONE:MERCENARY』(20時台)、『ケツイ 〜絆地獄たち〜 EXTRA』(20時台後半〜21時台前半)、『maimai GreeN』(21時台後半)、浅田誠(22時台)
- 第24回(2013年09月13日) 『ファントムブレイカー:エクストラ』(20時台)
- 第25回(2013年09月20日) 『東京ゲームショウ2013 特集！』(20時台〜22時台)
- 第26回(2013年09月27日) 『無双OROCHI2 Ultimate』(20時台)、吉岡亜衣加(21時台)、『LIVING ADV「STEINS;GATE（シュタインズ・ゲート）』(22時台)
- 第37回(2013年12月13日) 『CODE OF JOKER-コード・オブ・ジョーカー-』(20時台)、『ゲッチャ・オブ・ジョーカー2』(21時台前半)、『グランツーリスモ6』(21時台後半)、『バーチャファイター』(22時台)
- 第38回(2013年12月20日) 『バットマン：アーカム・ビギンズ』(20時台)、『Tearaway 〜はがれた世界の大冒険〜』(21時台前半)、『勇者のくせにこなまいきだ。G』(21時台後半)、『ザ・ゲッチャテン』(富永TOMMY弘明、22時台)
- 第39回(2013年12月27日) 『IS＜インフィニット・ストラトス＞2 イグニッション・ハーツ』(20時台)、『おやすみなさいは一度だけシリーズ』(21時台)、『電人☆ゲッチャ！アワード2013』(22時台)
- 第40回(2014年01月10日) 『モンスターハンター4』(20時台前半)、『週刊ソルサク デルタ』(20時台後半)、『明坂聡美 お年玉争奪5番勝負！』(21時台前半)、『うた組み575』(21時台後半)
- 第41回(2014年01月17日) 『APM（ALL.Net P-ras MULTI）』(20時台前半)、『PlayStation 4』(20時台後半〜21時台)、『週刊ソルサク デルタ』(22時台)
- 第42回(2014年01月24日) Yun*chi(20時台前半)、『戦国BASARA4』(20時台後半)、『週刊ソルサク デルタ』(21時台前半)、ALTIMA(21時台後半)、『APM（ALL.Net P-ras MULTI）』(22時台)
- 第43回(2014年01月31日) 『ぷよぷよテトリス』(20時台前半)、『週刊ソルサク デルタ』(20時台後半)、『Anime Japan2014』(21時台前半)、『APM（ALL.Net P-ras MULTI）』(21時台後半)、『YAIBA:NINJA GAIDEN Z』(22時台前半)、『影牢 〜ダークサイドプリンセス〜』(22時台後半)
- 第44回(2014年02月07日) 『龍が如く 維新！』(20時台)、Ray(21時台前半)、『週刊ソルサク デルタ』(21時台後半)、Zwei(22時台前半)、『APM（ALL.Net P-ras MULTI）』(22時台後半)
- 第45回(2014年02月14日) 『ジャパンアミューズメントエキスポ 2014特集』（幕張メッセから生放送）
- 第46回(2014年02月21日) 『ニコニコ(3DS)』(20時台前半)、『影牢 〜ダークサイドプリンセス〜』(20時台後半)、『週刊ソルサク デルタ』(21時台前半)、『ストライダー飛竜』(21時台後半)、『APM（ALL.Net P-ras MULTI）』(22時台)
- 第47回(2014年02月28日) 『ニード・フォー・スピード ライバルズ』(20時台前半)、『APM（ALL.Net P-ras MULTI）』(20時台後半)、『日本将棋連盟公認 将棋ウォーズ』(21時台前半)、『SOUL SACRIFICE DELTA』(21時台後半)、『週刊ソルサク デルタ 拡大版』(22時台)
- 第48回(2014年03月07日)『DARK SOULS II（ダークソウル2）』（20時代）、『ファントムブレイカー：バトルグラウンド』『CONSTANT C』（21時代前半）、『【円谷プロ】ウルトラマン 大決戦！ウルトラユニバース』（21代後半）、ゼットン（22時代）
- 第49回(2014年03月14日)『モット！ソニコミ』（PS3)（20時代）、yu-yuさん（20時代）、『NEWラブプラス＋』（3DS）（21時代）、丹下桜さん（22時代）
- 第50回(2014年03月21日)
- 第51回(2014年03月28日)
- 第52回(2014年03月28日)
- 第53回(2014年04月04日)
- 第54回(2014年04月11日)
- 第55回(2014年04月18日)
- 第56回(2014年04月25日)